# لالی (آلاباما)
لالی (به انگلیسی: Lawley) یک منطقهٔ مسکونی در ایالات متحده آمریکا است که در شهرستان بیب، آلاباما واقع شده‌است. لالی ۱۲۸٫۹۳ متر بالاتر از سطح دریا واقع شده‌است.